# Staatlicher Grenzdienst Aserbaidschans
Der Staatlicher Grenzdienst Aserbaidschans (aserbaidschanisch Azərbaycan Respublikası Dövlət Sərhəd Xidməti) sind die für den Grenzschutz von Aserbaidschan verantwortlichen bewaffneten Kräfte.

Flagge der Grenztruppen

Der Staatliche Grenzdienst Aserbaidschans wurde am 31. Juli 2002 auf Anordnung des Präsidenten von Aserbaidschan Heydər Əliyev eingerichtet, indem die Grenztruppen aus der Zuständigkeit des Ministeriums für Nationale Sicherheit Aserbaidschans genommen wurden. Die Hauptfunktion des Grenzschutzes besteht darin, die aserbaidschanischen Grenzen vor illegalen Handlungen zu schützen und illegalen Waffen-, Drogen- und Menschenhandel im Land zu verhindern.

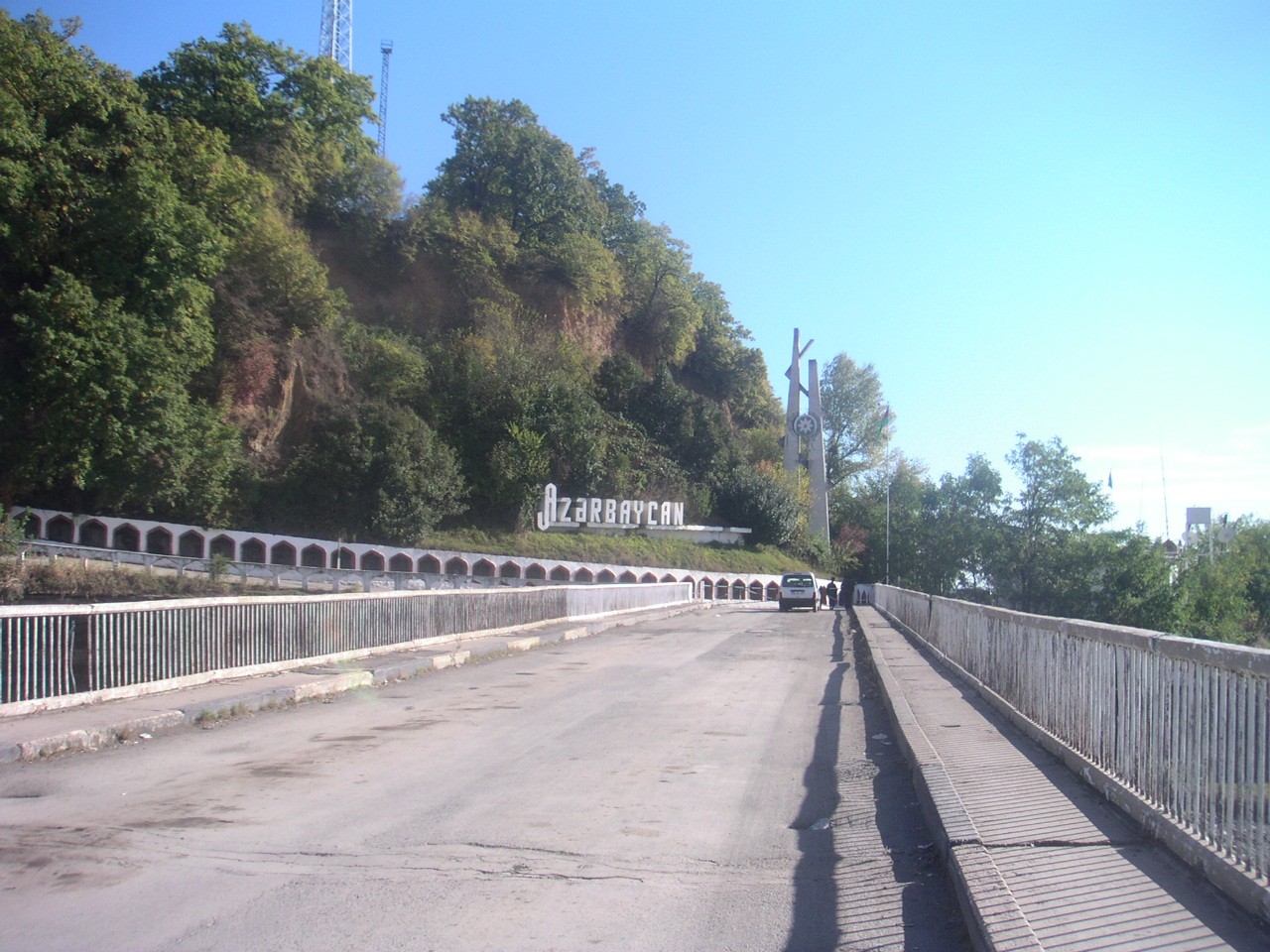
Der internationale Grenzübergang zwischen Aserbaidschan und Georgien in Balakan

Chef des Staatsgrenzdienstes und Kommandeur der Grenztruppen ist Generalleutnant Eltschin Gulijew.

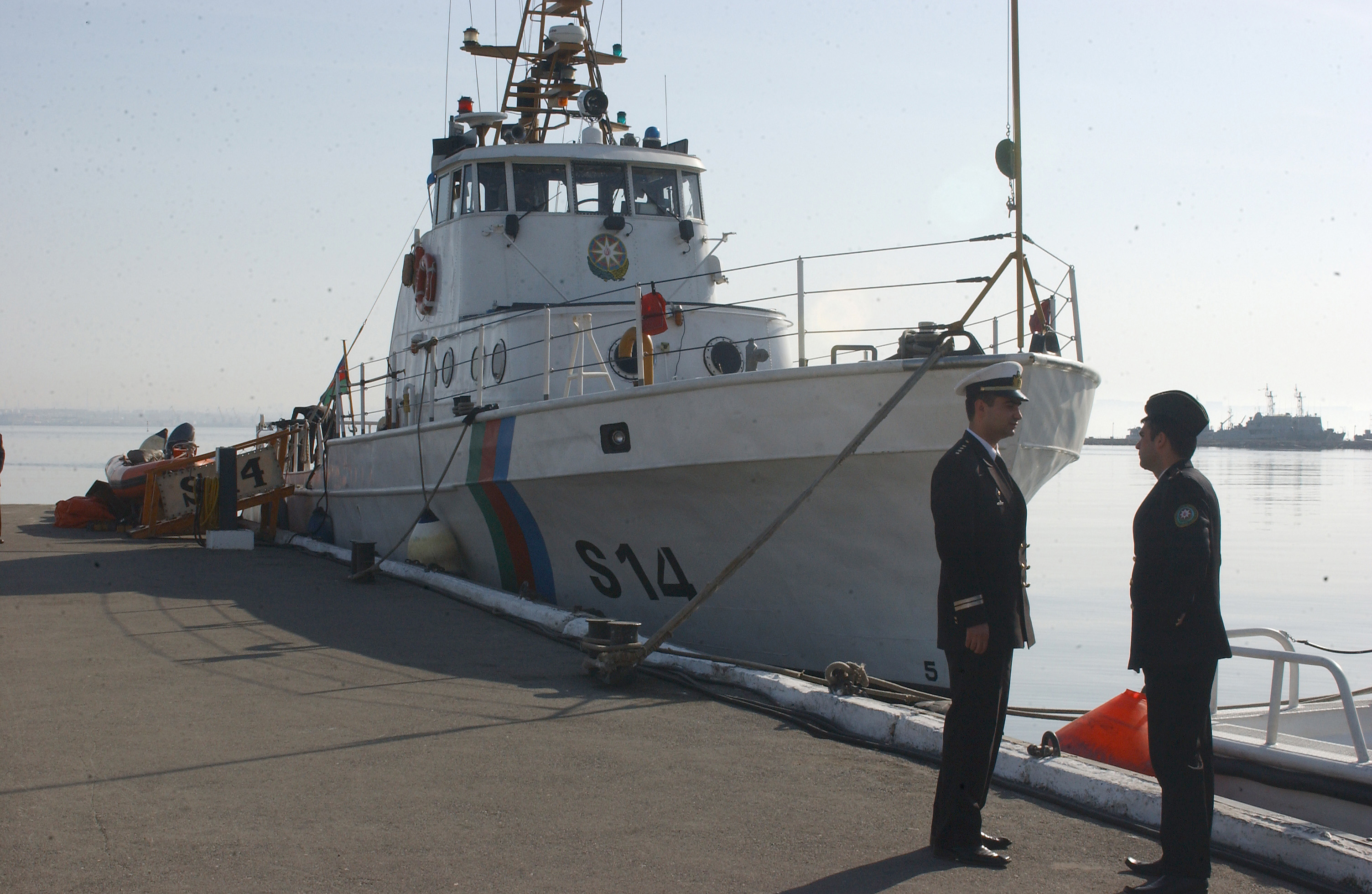
Ein Patrouillenboot der Küstenwache des Grenzschutzes am Kaspischen Meer

Die aserbaidschanische Küstenwache ist ein Teil des Staatlichen Grenzdienstes und wurde 2005 auf Anordnung des Präsidenten İlham Əliyev innerhalb deren Struktur eingerichtet. Der neue Stützpunkt der Küstenwache wurde im Bakuer Bezirk Türkan in den Jahren 2006–2010 errichtet.
Kommandant der Küstenwache ist Generalmajor Ilham Mehdijew.